# Zone de rusticité

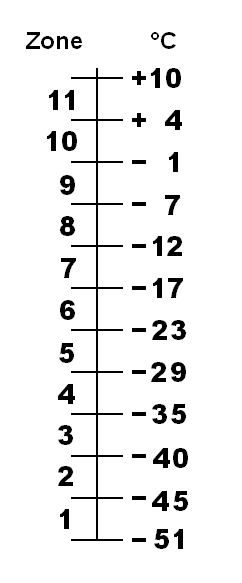
Échelle de température des zones de rusticité, montrant la température minimale habituelle de l'année pour chaque zone

Une zone de rusticité est une zone géographique dans laquelle une catégorie spécifique de plante est capable de vivre, c’est-à-dire de supporter les températures minimales hivernales de cette zone.
Le système le plus communément utilisé est appelé système USDA, mais n'est pas le seul.

## Le système de zones de rusticité du département d’Agriculture des États-Unis
Ces zones ont été initialement créées par le département de l'Agriculture des États-Unis (USDA) et ont ensuite été adoptées dans de nombreux pays. Elles ont été établies à partir des moyennes de la température minimale sur plusieurs années (Cathey, 1990). La définition d'origine détermine 11 zones numérotées de 1 à 11, avec des températures données à l'origine en degré Fahrenheit, allant de −45,6 °C (−50 °F) à +10 °C (50 °F) par tranches d'environ 5,55 °C (10 °F). Chaque zone est divisée en a et b sur la base d'environ 2,78 °C (5 °F). Les zones ont été déterminées sur une trentaine d'années (1978-2007) de données du GHCN. Elles sont maintenant établies sur la moyenne des températures minimales des 20 années précédentes. Par la suite ont été ajoutées les zones 12 et 13 voire éventuellement la zone 14.

### Tableau détaillé des zones de rusticité USDA
La température est exprimée en degré Celsius dont le symbole est °C.
| zone | zone | de      | à       |
| 0    | a    | < -53,9 | < -53,9 |
| 0    | b    | -53,9   | -51,1   |
| 1    | a    | -51,1   | -48,3   |
| 1    | b    | -48,3   | -45,6   |
| 2    | a    | -45,6   | -42,8   |
| 2    | b    | -42,8   | -40     |
| 3    | a    | -40     | -37,2   |
| 3    | b    | -37,2   | -34,4   |
| 4    | a    | -34,4   | -31,7   |
| 4    | b    | -31,7   | -28,9   |
| 5    | a    | -28,9   | -26,1   |
| 5    | b    | -26,1   | -23,3   |
| 6    | a    | -23,3   | -20,6   |
| 6    | b    | -20,6   | -17,8   |
| 7    | a    | -17,8   | -15     |
| 7    | b    | -15     | -12,2   |
| 8    | a    | -12,2   | -9,4    |
| 8    | b    | -9,4    | -6,7    |
| 9    | a    | -6,7    | -3,9    |
| 9    | b    | -3,9    | -1,1    |
| 10   | a    | -1,1    | +1,7    |
| 10   | b    | +1,7    | +4,4    |
| 11   | a    | +4,4    | +7,2    |
| 11   | b    | +7,2    | +10     |
| 12   | a    | +10     | +12,8   |
| 12   | b    | +12,8   | +15,6   |
| 13   | a    | +15,6   | +18,3   |
| 13   | b    | +18,3   | +21     |
| 14   | a    | +21     | Max     |

### Avantages et inconvénients des zones USDA
Les zones de rusticité USDA sont pertinentes pour la région biogéographique holarctique où elles se révèlent efficaces dans de nombreuses situations car c'est souvent les basses températures d'hiver qui conditionnent la possibilité de cultiver un végétal en extérieur. Toutefois, la méthode a aussi des inconvénients car elle ne tient pas compte des températures maximales de chaleurs estivales. De ce fait, des sites ayant de mêmes minima hivernaux, mais des températures estivales très différentes seront classés dans la même zone.
L'humidité est déterminante dans la résistance au froid de beaucoup de végétaux. Ainsi, la pluie, le brouillard et la neige (même si cette dernière peut être relativement protectrice par rapport au froid) peuvent interdire la culture de plantes qui résisteraient sans problème en climat sec à des températures même inférieures. Un bon exemple est celui des cactées dont certaines résistent à −10 °C, −15 °C, voire −30 °C sous certaines conditions mais meurent à des températures bien supérieures en climat humide.
Certains chercheurs ont développé des systèmes parallèles adaptés à des spécificités climatiques différentes :
- Pour l'Australie, Iain Dawson du Australian National Botanic Garden propose 7 zones par tranches de 5 degrés commençant à la zone 1 de −15 à −10 °C jusqu'à la zone 7 de +15 à +20 °C
- La Sibérie nécessite l'adjonction de la zone 0 pour des températures minimales moyennes inférieures à −51 °C
- Inversement, l'Afrique tropicale a nécessité l'adjonction de la zone 13 pour des températures minimales supérieures à +15 °C